# Moyen mongol
Le moyen mongol est une variété historique des langues mongoliques qui était parlé sous l'Empire mongol, et est provient de la région d'origine de Gengis Khan.